# Guido Klieber

Guido Klieber

Guido Klieber (* 12. September 1898 in Pomeisl, Österreich-Ungarn; † 23. März 1959 in Wendeburg-Ersehof) war ein tschechoslowakisch-deutscher Politiker (NSDAP).

## Leben und Wirken
Nach dem Besuch der Volksschule und eines humanistischen Gymnasiums in Pilsen trat Klieber 1915 oder 1916 in die österreichisch-ungarische Armee ein, mit der er bis 1918 am Ersten Weltkrieg teilnahm. Er schied aus der Armee aus, nachdem er in der 11. Isonzoschlacht zweimal verschüttet wurde. Anschließend studierte er bis 1919 Rechtswissenschaften an der Karl-Ferdinands-Universität Prag. Es folgte das landwirtschaftliche Studium am Landwirtschaftlichen Institut der Universität Halle-Wittenberg in Halle an der Saale, dass er 1923 mit der Promotion zum Dr. phil. abschloss. 1923 erhielt er eine Anstellung als Volontär und Versuchsleiter auf dem landwirtschaftlichen Versuchsgut Uhříněves. Von 1924 bis 1926 war er als Referent für den Pflanzenschutz und Schädlingsbekämpfung beim Verein für chemische und metallurgische Produktion in Aussig. Von 1926 bis 1933 bewirtschaftete Klieber den landwirtschaftlichen Betrieb seiner Eltern in Budau, Bezirk Luditz, und war dort in der Saatgutwirtschaft tätig. 
Bis zum Verbot der DNSAP war Klieber bis 1933 Gemeindevorsteher der Partei in Budau. Im März 1935 trat er der Sudetendeutschen Partei (SdP) bei. Im Mai 1935 wurde Klieber als Abgeordneter für die Sudetendeutsche Partei in das Tschechoslowakische Parlament gewählt. Zu dieser Zeit übernahm er den Posten des Leiters der Interventionsstelle des gemeinsamen Klubs der Abgeordneten und Senatoren der Sudetendeutschen Partei. In den Monaten September und Oktober 1938 war er Leiter der Nachrichtenabteilung beim Stabskommando des Sudetendeutschen Freikorps und danach Verbindungsoffizier beim Befehlshaber des Polizeiabschnitts III. Nach der Annexion der Sudetengebiete durch das Deutsche Reich trat er zum 1. November 1938 der NSDAP bei (Mitgliedsnummer 6.434.500). Ab Herbst 1938 erfolgte schließlich seine Ernennung zum Beauftragten des Gauleiters und Reichskommissars für das Sudetengebiet Konrad Henlein in Berlin. Danach wirkte er ab Mitte September 1939 in Berlin als Beauftragter der Wirtschaftskammer Sudetenland.
Klieber trat anlässlich der Ergänzungswahl vom 4. Dezember 1938 als Vertreter der sudetendeutschen Gebiete in den im April 1938 gewählten nationalsozialistischen Reichstag ein, dem er angehörte bis sein Mandat ihm am 1. Juli 1943 aberkannt wurde. Hintergrund war ein Verfahren gegen ihn vor dem Gaugericht der Partei wegen vermeintlicher Bestechlichkeit, weswegen er auch von Mitte August 1942 bis Ende Oktober 1943 aus der NSDAP ausgeschlossen war. Anfang April 1944 konnte er der Partei wieder beitreten.
Nach Kriegsende wurde er 1945 festgenommen. Ein gegen ihn eingeleitetes Verfahren wegen Landesverrat wurde 1946 jedoch eingestellt und Klieber auf freien Fuß gesetzt. Er gründete 1948 die Dr. G. Klieber OHG in Ersehof bei Braunschweig und wurde als Industriekaufmann tätig.

## Schriften
- Die landwirtschaftlichen Betriebsverhältnisse im Duppauer Gebirge unter besonderer Berücksichtigung bäuerlicher Betriebsverhältnisse im Gerichtsbezirk Duppau, Halle 1924. (Dissertation)